# Liste des gouvernements du Québec
Cette page recense les gouvernements de la province de Québec, Canada, depuis le 15 juillet 1867.
|                                     | Gouvernement                             | Dates du mandat                     | Dates du mandat                     | Premier ministre                       | Parti politique                     | Législature(s)                                                                                              |
| Gouvernements québécois depuis 1867 | Gouvernements québécois depuis 1867      | Gouvernements québécois depuis 1867 | Gouvernements québécois depuis 1867 | Gouvernements québécois depuis 1867    | Gouvernements québécois depuis 1867 | Gouvernements québécois depuis 1867                                                                         |
| ----------------------------------- | ---------------------------------------- | ----------------------------------- | ----------------------------------- | -------------------------------------- | ----------------------------------- | --- |
|                                     | Gouvernement Chauveau                    | 15 juillet 1867                     | 26 février 1873                     | Pierre-Joseph-Olivier Chauveau         | Conservateur                        | 1re législature (1867) 2e législature (1871)                                                                |
|                                     | Gouvernement Ouimet                      | 27 février 1873                     | 21 septembre 1874                   | Gédéon Ouimet                          | Conservateur                        | 2e législature                                                                                              |
|                                     | Gouvernement Boucher de Boucherville (1) | 22 septembre 1874                   | 8 mars 1878                         | Charles-Eugène Boucher de Boucherville | Conservateur                        | 2e législature 3e législature (1875)                                                                        |
|                                     | Gouvernement Joly de Lotbinière          | 8 mars 1878                         | 31 octobre 1879                     | Henri-Gustave Joly de Lotbinière       | Libéral                             | 3e législature 4e législature (1878)                                                                        |
|                                     | Gouvernement Chapleau                    | 31 octobre 1879                     | 31 juillet 1882                     | Joseph-Adolphe Chapleau                | Conservateur                        | 4e législature 5e législature (1881)                                                                        |
|                                     | Gouvernement Mousseau                    | 31 juillet 1882                     | 23 janvier 1884                     | Joseph-Alfred Mousseau                 | Conservateur                        | 5e législature                                                                                              |
|                                     | Gouvernement Ross                        | 23 janvier 1884                     | 25 janvier 1887                     | John Jones Ross                        | Conservateur                        | 5e législature 6e législature (1886)                                                                        |
|                                     | Gouvernement Mercier                     | 29 janvier 1887                     | 21 décembre 1891                    | Honoré Mercier                         | Libéral                             | 6e législature 7e législature (1890)                                                                        |
|                                     | Gouvernement Boucher de Boucherville (2) | 21 décembre 1891                    | 16 décembre 1892                    | Charles-Eugène Boucher de Boucherville | Conservateur                        | 7e législature 8e législature (1892)                                                                        |
|                                     | Gouvernement Taillon                     | 16 décembre 1892                    | 11 mai 1896                         | Louis-Olivier Taillon                  | Conservateur                        | 8e législature                                                                                              |
|                                     | Gouvernement Flynn                       | 11 mai 1896                         | 24 mai 1897                         | Edmund James Flynn                     | Conservateur                        | 8e législature                                                                                              |
|                                     | Gouvernement Marchand                    | 24 mai 1897                         | 25 septembre 1900                   | Félix-Gabriel Marchand                 | Libéral                             | 9e législature (1897)                                                                                       |
|                                     | Gouvernement Parent                      | 3 octobre 1900                      | 23 mars 1905                        | Simon-Napoléon Parent                  | Libéral                             | 9e législature 10e législature (1900) 11e législature (1904)                                                |
|                                     | Gouvernement Gouin                       | 23 mars 1905                        | 9 juillet 1920                      | Lomer Gouin                            | Libéral                             | 11e législature 12e législature (1908) 13e législature (1912) 14e législature (1916) 15e législature (1919) |
|                                     | Gouvernement Taschereau                  | 9 juillet 1920                      | 11 juin 1936                        | Louis-Alexandre Taschereau             | Libéral                             | 15e législature 16e législature (1923) 17e législature (1927) 18e législature (1931) 19e législature (1935) |
|                                     | Gouvernement Godbout (1)                 | 11 juin 1936                        | 26 août 1936                        | Adélard Godbout                        | Libéral                             | 19e législature                                                                                             |
|                                     | Gouvernement Duplessis (1)               | 26 août 1936                        | 8 novembre 1939                     | Maurice Duplessis                      | Union nationale                     | 20e législature (1936)                                                                                      |
|                                     | Gouvernement Godbout (2)                 | 8 novembre 1939                     | 30 août 1944                        | Adélard Godbout                        | Libéral                             | 21e législature (1939)                                                                                      |
|                                     | Gouvernement Duplessis (2)               | 30 août 1944                        | 7 septembre 1959                    | Maurice Duplessis                      | Union nationale                     | 22e législature (1944) 23e législature (1948) 24e législature (1952) 25e législature (1956)                 |
|                                     | Gouvernement Sauvé                       | 11 septembre 1959                   | 2 janvier 1960                      | Paul Sauvé                             | Union nationale                     | 25e législature                                                                                             |
|                                     | Gouvernement Barrette                    | 8 janvier 1960                      | 5 juillet 1960                      | Antonio Barrette                       | Union nationale                     | 25e législature                                                                                             |
|                                     | Gouvernement Lesage                      | 5 juillet 1960                      | 16 juin 1966                        | Jean Lesage                            | Libéral                             | 26e législature (1960) 27e législature (1962)                                                               |
|                                     | Gouvernement Daniel Johnson (père)       | 16 juin 1966                        | 26 septembre 1968                   | Daniel Johnson (père)                  | Union nationale                     | 28e législature (1966)                                                                                      |
|                                     | Gouvernement Bertrand                    | 26 septembre 1968                   | 12 mai 1970                         | Jean-Jacques Bertrand                  | Union nationale                     | 28e législature                                                                                             |
|                                     | Gouvernement Bourassa (1)                | 12 mai 1970                         | 26 novembre 1976                    | Robert Bourassa                        | Libéral                             | 29e législature (1970) 30e législature (1973)                                                               |
|                                     | Gouvernement Lévesque                    | 26 novembre 1976                    | 3 octobre 1985                      | René Lévesque                          | Parti québécois                     | 31e législature (1976) 32e législature (1981)                                                               |
|                                     | Gouvernement Pierre Marc Johnson         | 3 octobre 1985                      | 12 décembre 1985                    | Pierre Marc Johnson                    | Parti québécois                     | 32e législature                                                                                             |
|                                     | Gouvernement Bourassa (2)                | 12 décembre 1985                    | 11 janvier 1994                     | Robert Bourassa                        | Libéral                             | 33e législature (1985) 34e législature (1989)                                                               |
|                                     | Gouvernement Daniel Johnson (fils)       | 11 janvier 1994                     | 21 septembre 1994                   | Daniel Johnson (fils)                  | Libéral                             | 34e législature                                                                                             |
|                                     | Gouvernement Parizeau                    | 26 septembre 1994                   | 29 janvier 1996                     | Jacques Parizeau                       | Parti québécois                     | 35e législature (1994)                                                                                      |
|                                     | Gouvernement Bouchard                    | 29 janvier 1996                     | 8 mars 2001                         | Lucien Bouchard                        | Parti québécois                     | 35e législature 36e législature (1998)                                                                      |
|                                     | Gouvernement Landry                      | 8 mars 2001                         | 29 avril 2003                       | Bernard Landry                         | Parti québécois                     | 36e législature                                                                                             |
|                                     | Gouvernement Charest                     | 29 avril 2003                       | 1er août 2012                       | Jean Charest                           | Libéral                             | 37e législature (2003) 38e législature (2007) 39e législature (2008)                                        |
|                                     | Gouvernement Marois                      | 19 septembre 2012                   | 7 avril 2014                        | Pauline Marois                         | Parti québécois                     | 40e législature (2012)                                                                                      |
|                                     | Gouvernement Couillard                   | 23 avril 2014                       | 18 octobre 2018                     | Philippe Couillard                     | Libéral                             | 41e législature (2014)                                                                                      |
|                                     | Gouvernement Legault                     | 18 octobre 2018                     | en cours                            | François Legault                       | Coalition avenir Québec             | 42e législature (2018) 43e législature (2022)                                                               |